# Todos lo hacen
Todos lo hacen es una película española de 2022 dirigida por Hugo Martín Cuervo. Se trata de una comedia de misterio protagonizada por Salva Reina, Kira Miró, Carlos Santos, Mariam Hernández, Julián López, Andrea Duro, Macarena Gómez, Toni Acosta y Víctor Palmero.

## Sinopsis
La historia sigue a varios matrimonios que regresan al hotel donde celebraron su boda años atrás por invitación del dueño del alojamiento. Algunos viven felizmente casados, otros, por el contrario, están al borde del divorcio. Todos tienen algo en común, un enemigo. Y es que el dueño del hotel está al borde la ruina y está dispuesto a salir de esa situación, sea como sea.

## Reparto
| Intérprete       | Personaje   |
| ---------------- | ----------- |
| Salva Reina      | Sergio      |
| Kira Miró        | Laura       |
| Carlos Santos    | Alejo       |
| Mariam Hernández | Sonia       |
| Julián López     | Juan Carlos |
| Andrea Duro      | Mariví      |
| Macarena Gómez   | Bea         |
| Toni Acosta      | Bustos      |
| Víctor Palmero   | Andrés      |
| Pablo Carbonell  | Manuel      |
| Yaiza Guimaré    | Jueza       |
| Martín Cuervo    | Forense     |

## Estreno
La película se estrenó en cines el 28 de diciembre de 2022. Más adelante, el 21 de abril de 2023, fue estrenada por HBO Max, donde tuvo gran éxito, siendo la película de la plataforma durante varios días.